# Нова-Бразиландия-д’Уэсти

Нова-Бразиландия-д’Уэсти на карте штата.

Нова-Бразиландия-д’Уэсти (порт. Nova Brasilândia d'Oeste)  —  муниципалитет в Бразилии, входит в штат Рондония. Составная часть мезорегиона Восток штата Рондония. Входит в экономико-статистический  микрорегион Алворада-д’Уэсти. Население составляет 19 874 человека на 2010 год. Занимает площадь 1 703,008 км². Плотность населения — 11,67 чел./км².

## Демография
Согласно сведениям, собранным в ходе переписи 2010 г. Национальным институтом географии и статистики (IBGE), население муниципалитета составляет:
| Полное население                               | Полное население                               | Полное население                               | Полное население                               | 19 874 |
| ---------------------------------------------- | ---------------------------------------------- | ---------------------------------------------- | ---------------------------------------------- | ------ |
| в том числе:                                   | Городское население                            | 8 380                                          | Процент городского населения, %                | 42,17  |
|                                                | Сельское население                             | 11 494                                         | Процент сельского населения, %                 | 57,83  |
|                                                | Мужское население                              | 10 344                                         | Процент мужского населения, %                  | 52,05  |
|                                                | Женское население                              | 9 530                                          | Процент женского населения, %                  | 47,95  |
| Плотность населения, чел/км²                   | Плотность населения, чел/км²                   | Плотность населения, чел/км²                   | Плотность населения, чел/км²                   | 11,67  |
| Население муниципалитета в % к населению штата | Население муниципалитета в % к населению штата | Население муниципалитета в % к населению штата | Население муниципалитета в % к населению штата | 1,27   |

По данным оценки 2015 года население муниципалитета составляет 21 592 жителя.

## Важнейшие населенные пункты
| № | Населённый пункт         | Населённый пункт (порт.) | Категория | Население чел. (2010) | На карте                        |
| - | ------------------------ | ------------------------ | --------- | --------------------- | ------------------------------- |
| 1 | Нова-Бразиландия-д’Уэсти | Nova Brasilândia D'Oeste | город     | 8380                  | 11°43′34″ ю. ш. 62°19′03″ з. д. |